# Sarah Asahinaová
Sarah Asahinaová (* 22. října 1996 Tokio) je japonská zápasnice–judistka.

## Sportovní kariéra
S judem začínala v 7 letech na základní škole v tokijské čtvrti Šibuja. Připravuje se na univerzitě Tókai. Startuje v těžké váze nad 78 kg. Na mezinárodní scéně se mezi seniorkami objevuje od roku 2012.

### Vítězství
- 2013 - 1x světový pohár (Sofie)
- 2015 - 1x světový pohár (Čedžu)
- 2016 - 1x světový pohár (Kano Cup)
- 2017 - 3x světový pohár (Paříž, Jekatěrinburg, Tokio)
- 2018 - 1x světový pohár (Düsseldorf)

## Výsledky

### Váhové kategorie
| Olympijské hry    |    | — |   |    |    | — |    |  |  |  |  |  |  |  |  |  |  |  |  |  |  |  |  |  |  |  |
| Mistrovství světa | —  |   | — | —  | —  |   | 2. |  |  |  |  |  |  |  |  |  |  |  |  |  |  |  |  |  |  |  |
| Asijské hry       |    |   |   | —  |    |   |    |  |  |  |  |  |  |  |  |  |  |  |  |  |  |  |  |  |  |  |
| Mistrovství Asie  | —  | — | — |    | —  | — | —  |  |  |  |  |  |  |  |  |  |  |  |  |  |  |  |  |  |  |  |
| Akademické MS     | —  |   | — |    | 1. |   | —  |  |  |  |  |  |  |  |  |  |  |  |  |  |  |  |  |  |  |  |
| MS juniorů        | —  | — | — | 1. | —  | — |    |  |  |  |  |  |  |  |  |  |  |  |  |  |  |  |  |  |  |  |
| MS dorostenců     | 1. |   | — |    |    |   |    |  |  |  |  |  |  |  |  |  |  |  |  |  |  |  |  |  |  |  |

### Bez rozdílu vah
| Turnaj            | 2011 | 2012 | 2013 | 2014 | 2015 | 2016 | 2017 | 2018 |
| Turnaj            | 15   | 16   | 17   | 18   | 19   | 20   | 21   | 22   |
| ----------------- | ---- | ---- | ---- | ---- | ---- | ---- | ---- | ---- |
| Mistrovství světa | —    |      |      |      |      |      | 1.   |      |